# جاذبه آندرومدا
جاذبهٔ آندرومدا (انگلیسی: The Andromeda Strain) یک فیلم علمی تخیلی مهیج به کارگردانی رابرت وایز است که در سال ۱۹۷۱ منتشر شد.

## بازیگران
- آرتور هیل
- جیمز السن
- دیوید وین
- کیت رید
- پائولا کلی
- رامون بیری
- فرانسیس رید
- پیتر هابس
- اریک کریسمس
- کن سوئوفورد
- ریچارد بول
- اموری پارنل
- دان مسیک
- مایکل کرایتون